# Marca registrada (álbum de Rosana)
El 1 de diciembre de 2003, Rosana publica un doble CD grabado en directo con 10 canciones nuevas, 12 de sus éxitos y dos videos. Grabado a finales de 2003, este disco fue lanzado bajo el sello de Universal Music. 

## Historia y grabación
Marca registrada, el cuarto álbum de Rosana, es un disco diferente, ya que no solo reúne éxitos y canciones queridas de sus tres anteriores discos; también estrena canciones inéditas.
La grabación se realizó en dos lugares diferentes, ante dos públicos diferentes, con dos ambientes distintos, con dos planteamientos musicales distintos. El CD se grabó el 29 de agosto de 2003 en Manilva (Málaga); el otro, en septiembre del mismo en el Teatro Coliseum (Madrid).
Marca registrada, se lanzó el 1 de diciembre en formato CD y DVD, es un disco doble con veinte canciones, diez de ellas inéditas, y las otras diez formarán una selección de los temas más emblemáticos de su carrera, como "Si tu no estás", "El Talismán", "Hoy", "Pa' ti no estoy" y "Pa' calor". 
Consagrada como una de las autoras más populares de la música española y latinoamericana, Rosana ofrece en este doble CD la fuerza de su directo.
Al primero de esos conciertos, el malagueño, asistieron más de 15 000 personas que formaron parte de Marca registrada, mientras que el de Madrid fue mucho más íntimo, asistiendo alrededor de 8000 personas, para mostrar dos ambientes diferentes.
El primer single de este trabajo fue No habrá Dios, el cual se editó un sencillo comercial a principios de septiembre, extraído del primer concierto en Málaga.

## Lista de canciones

### Marca registrada CD1 (Concierto Málaga)
| #   | Título                                                               | Duración |
| --- | -------------------------------------------------------------------- | -------- |
| 1.  | Agradecimientos • Música: Rosana Arbelo • Letra: Rosana Arbelo       | 2:02     |
| 2.  | Cuentan • Música: Rosana Arbelo • Letra: Rosana Arbelo               | 3:30     |
| 3.  | Bebes de mí • Música: Rosana Arbelo • Letra: Rosana Arbelo           | 4:14     |
| 4.  | Para morir de amor • Músic: Rosana Arbelo • Letra: Rosana Arbelo     | 3:52     |
| 5.  | El Talismán • Música: Rosana Arbelo • Letra: Rosana Arbelo           | 4:12     |
| 6.  | Tormenta de arena • Música: Rosana Arbelo • Letra: Rosana Arbelo     | 4:21     |
| 7.  | Contigo • Música: Rosana Arbelo • Letra: Rosana Arbelo               | 6:03     |
| 8.  | Marca registrada • Música: Rosana Arbelo • Letra: Rosana Arbelo      | 4:00     |
| 9.  | Sonríe • Música: Rosana Arbelo • Letra: Rosana Arbelo                | 5:27     |
| 10. | Hoy • Música: Rosana Arbelo • Letra: Rosana Arbelo                   | 5:21     |
| 11. | No habrá Dios • Música: Rosana Arbelo • Letra: Rosana Arbelo         | 5:19     |
| 12. | No habrá Dios (Video) • Música: Rosana Arbelo • Letra: Rosana Arbelo | 10:25    |

### Marca registrada CD2 (Concierto Madrid)
| #   | Título                                                                                  | Duración |
| --- | --------------------------------------------------------------------------------------- | -------- |
| 1.  | Bajo charcos • Música: Rosana Arbelo • Letra: Rosana Arbelo                             | 4:14     |
| 2.  | Pa’ calor • Música: Rosana Arbelo • Letra: Rosana Arbelo                                | 3:34     |
| 3.  | De los dos • Música: Rosana Arbelo • Letra: Rosana Arbelo                               | 4:14     |
| 4.  | De una sola torpeza • Músic: Rosana Arbelo • Letra: Rosana Arbelo                       | 4:02     |
| 5.  | Siempre de frente • Música: Rosana Arbelo • Letra: Rosana Arbelo                        | 4:33     |
| 6.  | Besos • Música: Rosana Arbelo • Letra: Rosana Arbelo                                    | 3:25     |
| 7.  | Descubriéndote • Música: Rosana Arbelo • Letra: Rosana Arbelo                           | 5:04     |
| 8.  | Pa’ ti no estoy • Música: Rosana Arbelo • Letra: Rosana Arbelo                          | 4:39     |
| 9.  | Quiéreme • Música: Rosana Arbelo • Letra: Rosana Arbelo                                 | 5:24     |
| 10. | A fuego lento • Música: Rosana Arbelo • Letra: Rosana Arbelo                            | 4:21     |
| 11. | Recuerdos de un amor • Música: Rosana Arbelo • Letra: Rosana Arbelo                     | 5:19     |
| 12. | No habrá Dios (Versión acústica) • Música: Rosana Arbelo • Letra: Rosana Arbelo         | 5:40     |
| 13. | No habrá Dios (Versión acústica) - Video • Música: Rosana Arbelo • Letra: Rosana Arbelo | 6:52     |

## Personal
- Luis Villena - Recording
- Joaquin Torres - Mastering
- Juan González - Monitor Engineer, Sound Technician, Recording, Mezcla
- Rosana Arbelo - Guitar (Acoustic), Guitar (Electric), Vocals, Producer, Spanish Guitar, * Dirección, Realización
- José Luis Cuevas - Coros
- Antonio Serrano - Armónica
- Giacomo Castellano - Guitar (Acoustic), Guitar (Electric), Spanish Guitar
- Alice Ruiz - Coros
- Jesús Lavilla - Keyboards
- Guillermo García - Assistant
- Diego Galaz - Violín
- Sulima Aalí - Coros
- Antonio Antunez - Assistant
- Juan Antonio Antunez - Assistant
- Geni Avello - Guitar (Acoustic), Guitar (Electric), Spanish Guitar, Coros
- Luis DeLas Alas - Photography
- Carlos Doménech - Coros
- Victor Gaitán - Guitar (Acoustic), Guitar (Electric)
- Miguel Galguera - Assistant
- Jesús Luna - Coros
- Joaquin Migallón - Batería
- Luismi Navalón - Bajo Sexto
- Susana Pacios - Photography
- Antonia Pascual - Photography
- Gino Pavone - Percusión
- Manolo Perdido - A&R, Sound Technician
- Público - Vocals, Coros